# Hrabstwo Alcorn
Hrabstwo Alcorn (ang. Alcorn County) – hrabstwo w stanie Missisipi w Stanach Zjednoczonych. Obszar całkowity hrabstwa obejmuje powierzchnię 401,35 mil² (1039,49 km²). Według szacunków United States Census Bureau w roku 2009 miało 35 822 mieszkańców.
Hrabstwo powstało w 1870 roku. 

## Miejscowości
- Corinth
- Farmington
- Glen
- Kossuth (wieś)
- Rienzi[4].

| Populacja hrabstwa w poprzednich latach | Populacja hrabstwa w poprzednich latach |
| Rok                                     | Liczba ludności                         |
| --------------------------------------- | --------------------------------------- |
| 1980                                    | 32 822                                  |
| 1990                                    | 31 722                                  |
| 2000                                    | 34 558                                  |
| 2005                                    | 35 306                                  |